# 자바 메시지 서비스
자바 메시지 서비스(Java Message Service; JMS)는 자바 프로그램이 네트워크를 통해 데이터를 송수신하는 자바 API이다.
자바 메시지 서비스 API는 두 개 혹은 그 이상의 클라이언트 간 메시지 통신을 위한 자바 메시지 기반 미들웨어 API(자바 메시지 지향 미들웨어 (MOM) API)이다. JMS는 자바 플랫폼, 엔터프라이즈 에디션에 포함되어 있으며, 자바 커뮤니티 프로세스의 JSR 914로 개발된 명세서에 의해 정의된다.
자바 메시지 서비스는 자바 플랫폼, 엔터프라이즈 에디션에 기반을 둔 애플리케이션 컴포넌트들끼리 메시지를 생성, 송/수신, 읽기 기능을 제공하는 메시징 표준이다. 분산된 애플리케이션끼리 느슨하게 연결해주고 신뢰성을 보장하며, 비동기 처리가 가능하도록 해준다.

## 버전의 역사
| JMS 버전   | 발표            | 자바 플랫폼 | 중요한 변화 |
| ---------- | --------------- | ----------- | ----------- |
| JMS 2.0    | 2013년 5월 21일 |             | JSR 343     |
| JMS 1.1    | 2002년 7월 25일 | Java EE 5   | JSR 914     |
| JMS 1.0.2b | 2001년 3월 18일 |             | JSR 914     |

## 같이 보기
- 메시지 큐
- 서비스 지향 아키텍처